# Under the Sea
Under the Sea (nella versione in italiano In fondo al mar) è un brano musicale composto da Alan Menken e scritto da Howard Ashman, tratto dal film Disney La sirenetta del 1989.

## Descrizione
Il brano è cantato nella versione originale da Samuel E. Wright e nella versione italiana da Ronny Grant, che danno la voce a Sebastian. Il brano ebbe un gran successo e vince nel 1990 sia il Premio Oscar che il Golden Globe come Miglior canzone. Nel 1991, inoltre, vince il Grammy Award.
Nel 2013 il gruppo musicale Jaspers, ha realizzato una cover rock del brano.